# آبشار ویرجینیا کسکیدز
آبشار ویرجینیا کسکیدز (به انگلیسی: Virginia Cascades) آبشاری است که در پارک ملی یلوستون واقع شده و ارتفاع کلی ریزشگاه آن ۶۰ فوت (۱۸ متر) است.